# Doris Grumbach
Doris Maureen Grumbach (Manhattan, Nueva York; 12 de julio de 1918-Kennett Square, Pensilvania; 4 de noviembre de 2022) fue una novelista, escritora de memorias, biógrafa, crítica literaria y ensayista estadounidense. Enseñó en el Colegio de Saint Rose en Albany, Nueva York, el Taller de Escritores de Iowa y la Universidad Americana en Washington D. C., y fue editora literaria de The New Republic durante varios años. Publicó muchas novelas destacando y centrándose en personajes homosexuales. Durante dos décadas, ella y su pareja, Sybil Pike, operaron una librería, Wayward Books, en Sargentville, Maine. Cumplió 100 años en julio de 2018.

## Biografía
Doris Maureen Isaac nació en la ciudad de Nueva York, parte de la quinta generación de Manhattan, hija de Leonard William Isaac y Helen Oppenheimer. Cuando tenía seis años, nació su hermana menor, Joan Elaine Isaac.
Creció en Manhattan, donde asistió a la escuela primaria PS 9. Una estudiante muy brillante, se saltó muchos grados e ingresó a la escuela secundaria a los once años. No estaba preparada socialmente para este avance temprano y le fue mal, desarrollando un tartamudeo y perdiendo la confianza en sí misma. El director la animó a tomarse un año sabático de la escuela secundaria. Cuando regresó, era una alumna indiferente en el aula pero mostró talento en el teatro y en la escritura creativa. En su último año, ganó un concurso de cuentos en toda la ciudad, lo que ayudó a asegurar su admisión en el Washington Square College de la Universidad de Nueva York.
Isaac recibió su licenciatura en Washington Square College de la Universidad de Nueva York en 1939. Se especializó en filosofía y se graduó Phi Beta Kappa.
En 1940, obtuvo su maestría en literatura medieval de la Universidad de Cornell. Allí conoció a su esposo, Leonard Grumbach, quien estudiaba su doctorado en neurofisiología. Se casaron el 5 de octubre de 1941.
Después de la guerra, Grumbach se mudó por todo el país con su esposo mientras enseñaba fisiología. Durante este período, los Grumbach tuvieron cuatro hijas: Barbara, Jane, Elizabeth y Kathryn. Antes del nacimiento de su cuarta hija, los Grumbach se establecieron en Albany, Nueva York, donde Leonard Grumbach enseñó en el Albany Medical College y Doris Grumbach comenzó una carrera docente.
En 1971, después de criar a sus hijos, Grumbach dejó a su marido. Pasó un año en Saratoga Springs, Nueva York, ayudando a establecer el programa de grado externo en Empire State College. Después de su divorcio, comenzó una relación con Sybil Pike, quien se convirtió y siguió siendo su compañera de vida. En 1972, al aceptar un puesto en la revista The New Republic como editora literaria, Grumbach y Pike se mudaron a Washington D. C. Pike trabajó para la Biblioteca del Congreso.
En 1990, Grumbach y Pike se mudaron a Sargentville, Maine.
Alrededor de 2009, la pareja se mudó a una comunidad de jubilados en Kennett Square, Pensilvania, donde Pike murió en marzo de 2021, a los 91 años. Grumbach continuó escribiendo, contribuyendo con memorias y artículos sobre la vejez para The American Scholar. Grumbach celebró su cumpleaños número 100 en 2018, y murió en Kennett Square el 4 de noviembre de 2022, a la edad de 104 años.

## Carrera profesional
Durante 1940-1941, Grumbach trabajó para Loew's Inc. /MGM escribe subtítulos para películas distribuidas en el exterior. Durante 1941-1942, trabajó como correctora de pruebas para la revista Mademoiselle y luego para la revista Architectural Forum en 1942-1943, y finalmente ascendió al puesto de editora asociada. Cuando su esposo fue reclutado durante la Segunda Guerra Mundial, Grumbach se unió a la Marina en 1943 como oficial en WAVES y sirvió desde 1943 hasta 1945.
De 1957 a 1960, enseñó inglés para estudiantes de último año en la Academia para niñas de Albany. En 1960, se convirtió en profesora de inglés en el College of Saint Rose en Albany y enseñó allí hasta 1971. Durante su tiempo en la universidad, Grumbach también comenzó a concentrarse en su carrera como escritora y publicó sus dos primeras novelas, The Spoil of the Flowers (1962) y The Short Throat, The Tender Mouth (1964). En 1967 publicó una biografía literaria de la novelista Mary McCarthy titulada The Company She Kept, basada en parte en la correspondencia y otros documentos que McCarthy había compartido con Grumbach.
Grumbach trabajó como editor literario para The New Republic. Escribió una columna llamada "Fine Print". Después de dos años, la revista se vendió y Grumbach perdió su trabajo. Permaneció en Washington con Pike y en 1975 aceptó un puesto como profesora de literatura estadounidense en la American University. Durante este tiempo, también escribió una columna de no ficción para The New York Times Book Review y su columna "Fine Print" fue recogida por Saturday Review.
En 1979, Grumbach publicó la novela Chamber Music, que fue bien recibida por la crítica y ayudó a establecer su reputación como novelista. En seis años, siguieron tres libros más: The Missing Person (1981), The Ladies (1984) y The Magician's Girl (1987). Durante este período, Grumbach también enseñó escritura creativa en el Taller de Escritores de Iowa en la Universidad de Iowa y en la Universidad Johns Hopkins, donde sustituyó brevemente a John Barth. Grumbach también fue crítico de libros y comentarista de la edición matutina de National Public Radio y el MacNeil-Lehrer Newshour televisado.
En 1985, Grumbach renunció a su cátedra en la American University pero permaneció en Washington D. C. durante cinco años más. Ella y Pike abrieron una librería de libros raros y usados, llamada Wayward Books, ubicada cerca de Eastern Market, en Capitol Hill.
En 1990 Grumbach y Pike se mudaron con su librería a Sargentville, Maine. Allí, Grumbach siguió escribiendo mientras Pike atendía la librería. Grumbach publicó otra novela de ficción, The Book of Knowledge, en 1995, y varias memorias que se centran principalmente en el envejecimiento. En 2009 se vendieron Wayward Books y su casa en Maine.
Los críticos han notado que se ha inspirado en personajes y eventos históricos para su ficción. En Chamber Music, por ejemplo, basa los personajes y la trama en el compositor estadounidense Edward MacDowell y su esposa, Marian; en Marilyn Monroe en The Missing Person, en Eleanor Butler y Sarah Ponsonby en The Ladies, y en Sylvia Plath y Diane Arbus en La chica del mago.

## Obras

### Novelas
- El botín de las flores (1962)
- La garganta corta, la boca tierna (1964)
- Música de cámara (1979)
- La persona desaparecida (1981)
- Las damas (1984)
- La chica del mago (1987)
- El libro del conocimiento (1995)

### Memorias
- Llegando a la zona de anotación (1991)
- Entradas adicionales (1993)
- Cincuenta días de soledad (1994)
- La vida en un día (1996)
- La presencia de la ausencia: sobre oraciones y una epifanía (1998)
- El placer de su compañía (2001)

### Biografía
- La compañía que mantuvo: un retrato revelador de Mary McCarthy (1967)

### Libro de niños
- Señor, no tengo valor (1964)